# Výroba piva

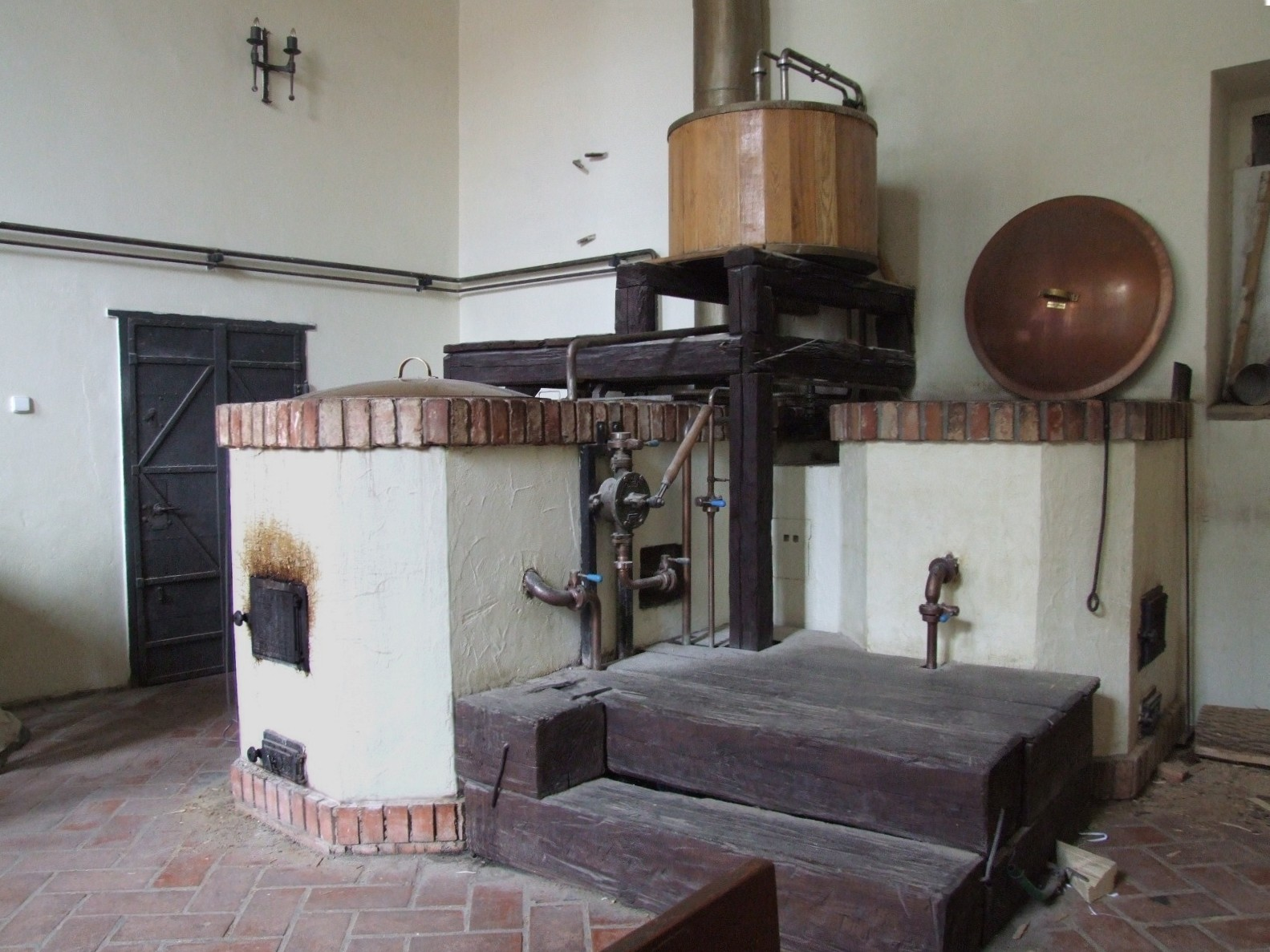
Varna minipivovaru Dětenice

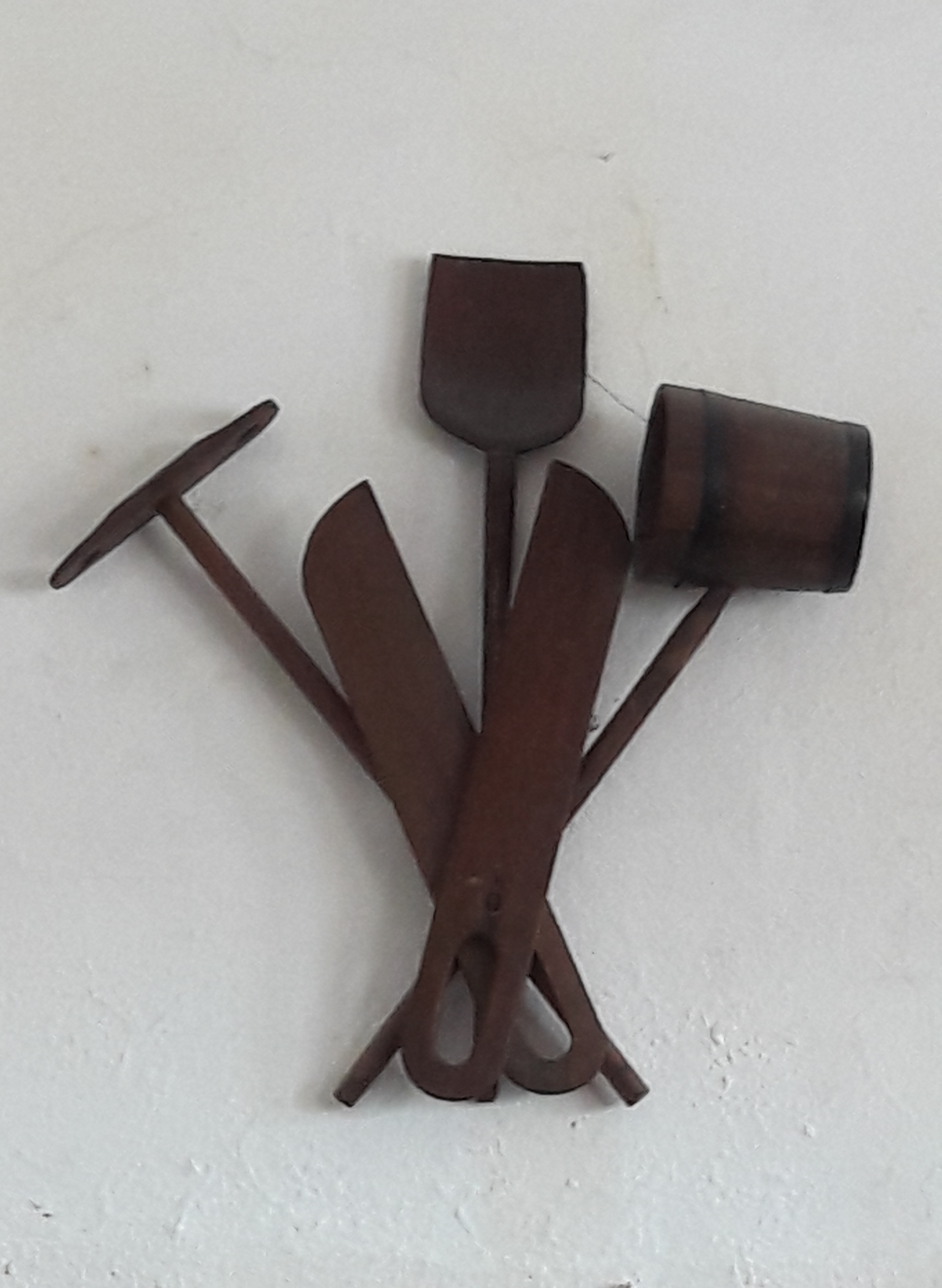
Sladovnický a pivovarský znak, vyvedený v pivovaru Broumov

Pivo je kvašený, mírně alkoholický nápoj, který se obvykle vyrábí v pivovaru. Principem jeho výroby je rozštěpení složitých cukrů (škrobu) obsažených v obilných zrnech na jednoduché zkvasitelné cukry a následné zkvašení těchto jednoduchých cukrů pomocí kultury mikroorganismů (tzv. pivovarských kvasinek). Nedílnou součástí výrobního procesu je smíchání surovin s vodou a tím převedení využitelných látek do vodného roztoku.

## Suroviny pro výrobu piva

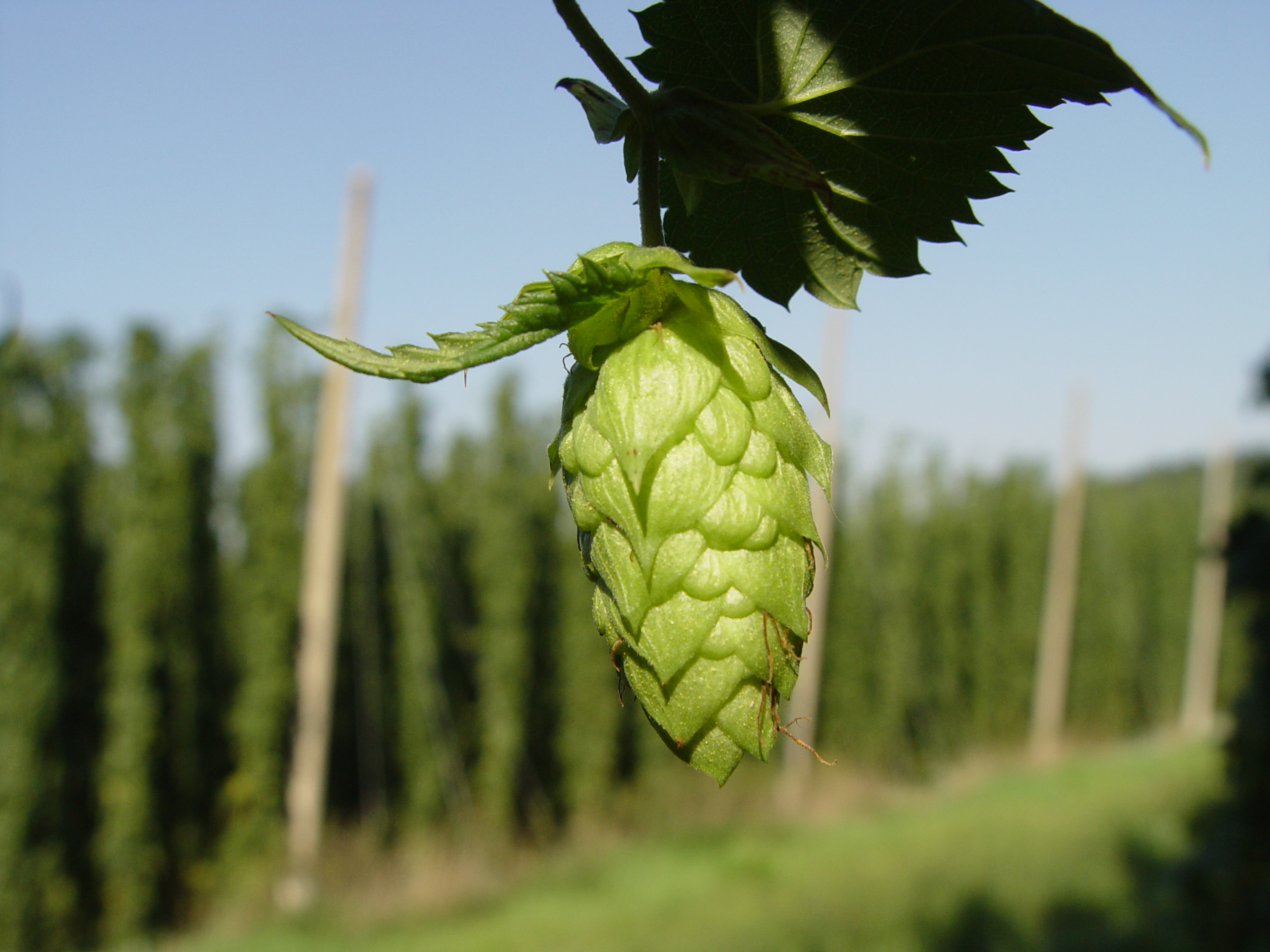
Šištice chmele

- obilný slad (v Čechách a na Moravě nejčastěji ječný)
- voda
- upravený chmel

Prvotní surovinou je slad, který vzniká ve sladovně naklíčením obilných zrn a jejich šetrným usušením za určité teploty v závislosti na druhu sladu. Obilniny dodávají škrob (čili cukry), které se později přeměňují na alkohol a oxid uhličitý. Základní obilninou je ječmen, méně se používá pšenice, kukuřice nebo rýže, v dobách krizí i žaludy. 
Chmel je popínavá rostlina, která se používá ke konzervaci piva, k přidání mléčného tónu a vytvoření typicky hořké chuti. Pro vaření piva se používají neoplodněné samičí šišky, které lze přidávat v různých formách (chmelový extrakt či chmelové granule). Český chmel patří kvalitou k nejlepším na světě. Vyhledávaný je především žatecký poloraný červeňák, který obsahuje sice nižší množství hořkých látek (lupulinu) než levnější odrůdy, zato však vyniká obsahem aromatických látek (pryskyřic, silic a polyfenolů). V současné době se i v České republice chmelí především levným chmelem z Německa, USA a dalších zemí, ale u kvalitnějších piv (a u všech se značkou „České pivo“) se žatecký chmel používá k jemnému dochucení.
Důležitou surovinou jsou také kvasnice – jednobuněčné mikroorganismy, které pomáhají zkvasit tzv. mladinu. Některé pivovary (zejména v Belgii) přidávají do piva koření, jako například koriandr či zázvor, aby bylo dosaženo speciální chuti.

## Sladování
Cílem sladování je přeměnit ječmen na slad. V tomto procesu dochází k rozštěpení škrobů na jednoduché, zkvasitelné cukry. Výroba sladu zahrnuje 3 hlavní technologické kroky:
- Máčení ječmene, které spočívá v řízeném zvýšení obsahu vody z cca 15% na 48%, jež trvá asi 3 dny, a jeho hlavním cílem je inicializace klíčení. Dobré je ječmen při máčení přivzdušňovat, aby se „nezadusil“.
- Klíčení ječmene, při němž dochází k aktivaci (syntéze) širokého spektra enzymů, se provádí na podnosech ve vrstvě asi 10–15 cm tlustých. Během klíčení se několikrát převrací. Klíčení trvá tak dlouho, až střelka (tj. budoucí nadzemní část klíčící rostliny) dosahuje 3/4 délky zrna.
- Sušení sladu, kde dochází ke snížení obsahu vody pod 2%, za inaktivace enzymů a následně i zastavení všech vegetačních procesů, zejména pak klíčení. Teplota sušení se postupně zvyšuje z 35 °C na 50 °C, 60 °C a nakonec 80 °C.

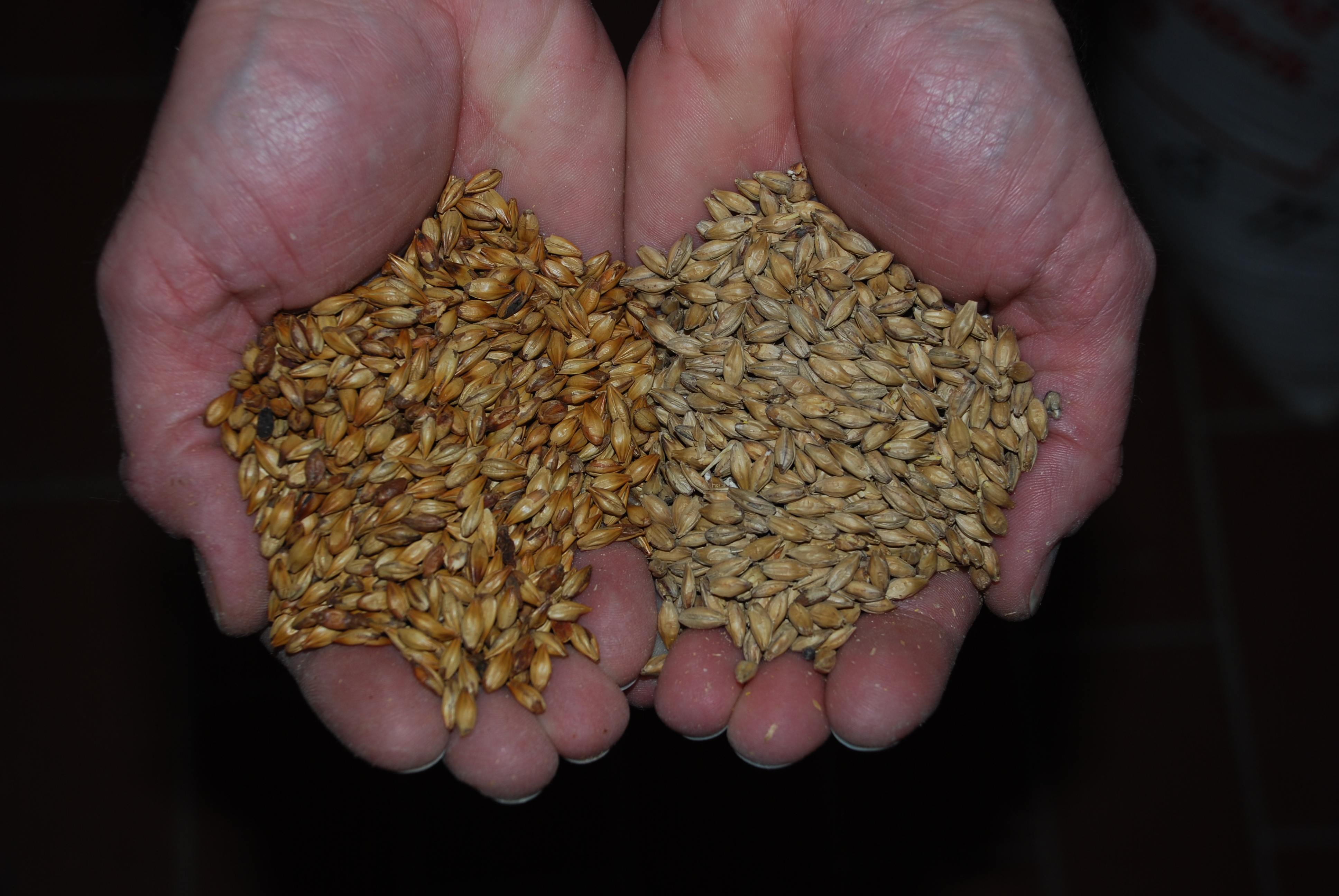
Dva druhy sladu, vlevo červený, vpravo světlý

Tmavý slad se máčí o něco déle (do 48% vlhkosti) a nechá se klíčit, až střelka dosahuje téměř délky celého zrna. Potom se suší při vyšší teplotě a dosušuje při 105 °C.
Existuje několik druhů sladu:
- Světlý český (plzeňský) slad je nejužívanější druh sladu (základní surovinou pro výrobu všech druhů piv) a základní surovinou je jarní sladovnický ječmen.
- Tmavý mnichovský (bavorský) slad užívaný při výrobě tmavých piv, jehož základní surovinou je též jarní sladovnický ječmen.
- Speciální slady k výrobě tmavých a speciálních piv (většinou se přidávají k běžným sladům), popř. pro použití v jiných oborech kvasného a potravinářského průmyslu – například „Karapils“ pro nealkoholické pivo, karamelový slad, barevný slad a další. Tyto slady se připravují pražením v pražícím bubnu (např. slady karamelové se používají v cca 12 odstínech), jsou i déle vedeny na humnech (kvůli většímu rozluštění) a hvozděny při vyšších teplotách. Dávají pivu odstíny barev od červené až po tmavě hnědou, či černou. Také se připravují slady diastatické, melanoidní, kyselé a jiné speciály.

## Proces výroby piva
Následující proces popisuje obvyklou výrobu piva plzeňského typu. Uvedený postup se může mírně lišit v závislosti na pivovaru, typu piva nebo použité výrobní technologii.
Šrotování

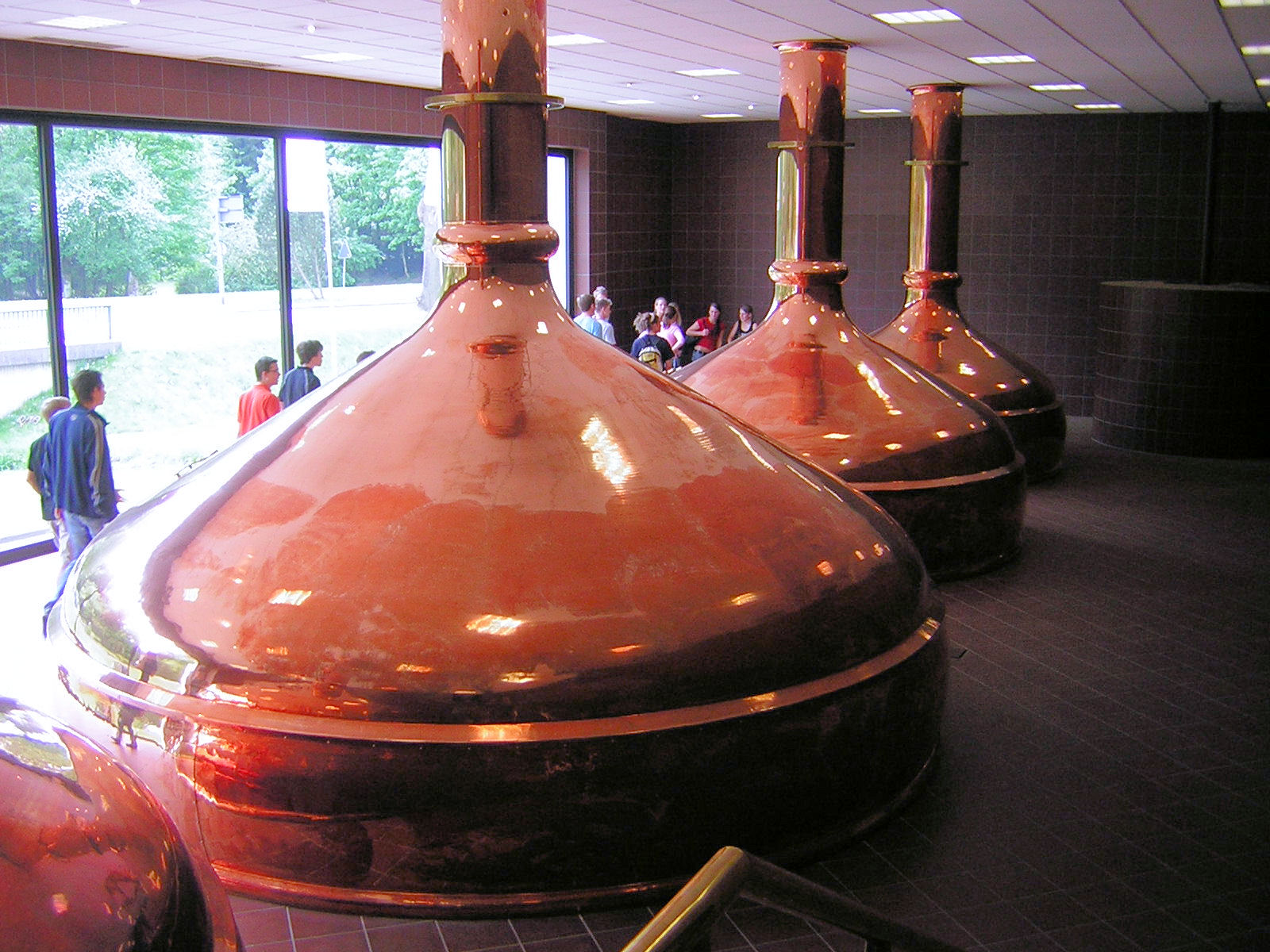
Mladinové pánve

- Navezený slad se nechává asi 4 až 6 týdnů odležet. Důvodem je snaha o zvýšení vlhkosti zrn a tím i snížení míry poškození pluch (obalů zrn) při šrotování. Obal zrna je nutné zachovat, při pozdějším scezování slouží jako důležitá filtrační vrstva. Před samotným mechanickým rozdrcením zrn jsou ze sladu odsáty nečistoty.

Vystírání
- Následuje vystírání, tedy proces míchání sladu s vodou, které probíhá ve vystírací kádi při teplotě 38 nebo 53 °C. Jeden díl sladového šrotu bývá obvykle sypán do čtyř dílů vody. Důkladným promícháním sladu s vodou vzniká v kádi hustá kaše tzv. vystírka, která se v dalším procesu nazývá také rmut či dílo.

Rmutování (dekokční postup)
- Další fází výroby je rmutování. Jedná se o proces, při kterém enzymatický komplex obsažený ve sladu štěpí složité polysacharidy (škroby) na zkvasitelné cukry. V českých zemích se nejčastěji používá tzv. dvourmutový výrobní postup. Třetina vystírky je přečerpána do rmutovacího kotle, kde se po dobu asi 30 minut zahřívá na 70 až 73 °C. Dochází zde k tzv. ztekucení škrobu. Poté se teplota zvýší až k bodu varu a následně se tento rmut přečerpá do zbylé vystírky jejíž teplota se tak zvýší na 63 až 65 °C. V této fázi dochází k dalšímu štěpení polysacharidů. Následuje další přečerpání třetiny vystírky s prvním rmutem do rmutovacího kotle a celý proces se opakuje. Po přidání druhého rmutu se zvýší teplota vystírky na 73 až 75 °C.

Scezování
- Při následném asi 30minutovém scezování dochází k oddělení kapalné části rmutu od pevných zbytků sladu – tzv. sladového mláta. Proces probíhá ve sladinové kádi a výsledkem je tzv. sladina, čirý roztok sladké chuti.

Chmelovar
- Povařením sladiny s chmelem v mladinové pánvi po dobu 120 minut přechází ušlechtilé hořké látky chmele do roztoku a výsledkem je horká mladina.

Zchlazování

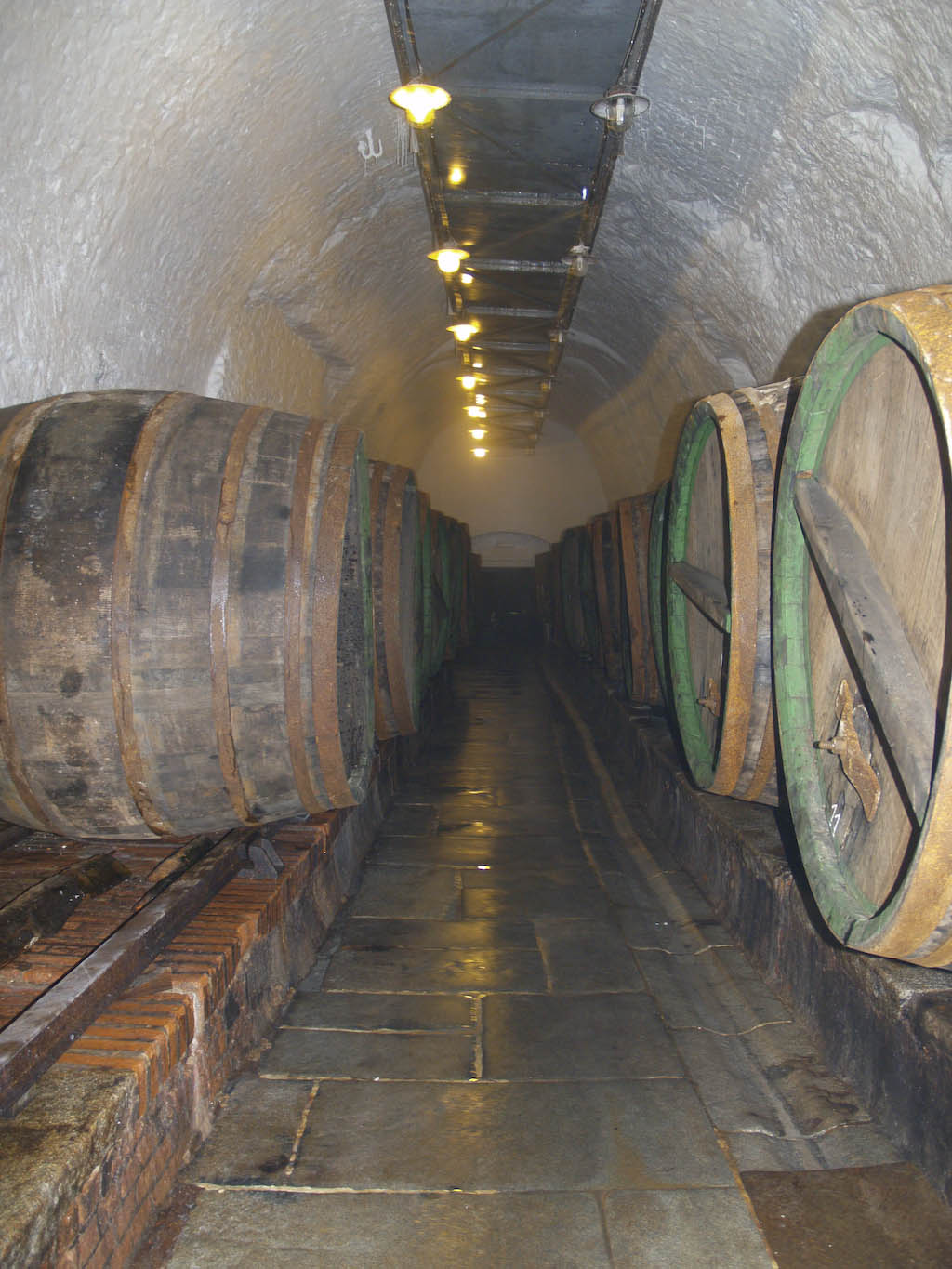
Historický ležácký sklep plzeňského pivovaru

- Mladina je zchlazena v jednostupňovém deskovém chladiči na zákvasnou teplotu 8-12 °C.

Kvašení
- Zchlazená a provzdušněná mladina se po zakvašení pivovarskými kvasnicemi přečerpává do otevřených nádob (spilka), kde pivo bouřlivě kvasí. Některé, zejména průmyslové pivovary místo otevřených kádí používají uzavřené nerezové cylindrokonické tanky (CKT), kde pivo kvasí působením jiných tlaků a teplot rychleji. Při kvašení dochází k přeměně zkvasitelných cukrů na alkohol a CO2. Teplota kvasícího piva se udržuje na max. 11 °C. Hlavní kvašení probíhá u výčepních piv 7 dnů, u speciálů 7–14 dnů. Vzniklý plynný CO2 je jímán a několikastupňovou kompresí zkapalněn. Takto získaný CO2 se využívá jako tlačné medium při manipulaci s pivem. Po prokvašení se pivo zachladí a po odčerpání sedlých kvasnic se suduje do ležáckého sklepa. Existují dva základní typy kvašení, svrchní a spodní.

Dozrávání
- Dozrávání probíhá v uzavřených tancích při tlaku 0,5–1,0 bar. a teplotě do 2 °C. Výčepní piva leží přibližně 20 dnů, ležáky až 60 dnů.

Filtrace
- Následuje filtrace na svíčkovém křemelinovém filtru, kde se dokonale odfiltrují kvasinky.

Stáčení
- Následně se pivo stáčí do sudů, lahví či plechovek.